# Larigot
Le larigot est un jeu d'orgue appartenant à la famille des mutations. Sous ce nom, il est spécifique de l'orgue français et fait partie de la nomenclature standardisée par Dom Bédos. Traditionnellement, il prend place au positif ; sa hauteur est toujours de 1⅓ pied. On le rencontrait autrefois avec la graphie « Arigot » ou « L'Arigot ». Dans les pays hispaniques, on peut le trouver sous le nom Diez y Novena (« dix-neuvième », soit l'intervalle auquel il sonne par rapport à un 8 pieds).
Il donne l'octave supérieure du nasard, c'est-à-dire le sixième harmonique du fondamental (par exemple, pour un do1 joué, il fait entendre le sol3) : c'est pourquoi on l'appelle parfois petit nasard.
Les tuyaux de larigot appartiennent à la famille des flûtes (tuyaux à bouche de taille large) ; la longueur du corps varie d'un peu plus de 40 cm pour le do1 à 1 cm pour le do6. Bien qu'il soit l'un des jeux les plus aigus de l'orgue, il n'est ni perçant, ni agressif.

## Étymologie et expression «à tire-larigot»
L'histoire assez obscure de ce nom se confond avec celle de l'expression « à tire-larigot ». Le nom comme l'expression sont attestés dès le XVe siècle (dans Le Dit de la Pastoure de Christine de Pisan, en 1403 : « Larigot va, larigot Mare, tu ne n'aimes mie », ou dans un vaudevire d'Olivier Basselin vers 1440, dans un sermon de  Michel Menot en 1518). Le harigot (ou arigot)  était une sorte de flûte, un petit flageolet ; « l'arigot » a donné « larigot » par agglutination de l'article. On ne sait d'où vient ce mot ; il a été proposé le mot latin arinca, qui désigne une espèce de blé ; de sorte que l'arigot serait primitivement un chalumeau (l'instrument de musique). On a soupçonné aussi le mot latin aliquot, sans plus de certitude. On peut aussi songer à faire dériver arigot de flageolet via haricot (le flageolet étant une variété de haricot).
Quant à tire-larigot, cette expression populaire est associée (dans toutes les sources anciennes, par exemple dans le Pantagruel de Rabelais en 1532) à l'idée de boire sans s'arrêter, cette image étant naturelle à cause de la posture semblable à celle de que quelqu'un qui jouerait de la flûte, du son d'une bouteille bue rapidement (siffler une bouteille) et de la forme (fine et allongée) de certains verres ou bouteilles (déjà appelés flûtes en ces temps anciens). On trouve d'ailleurs l'expression flûter, qui signifie la même chose, boire. Un sens métaphorique grivois n'est pas exclu (aussi bien dans les emplois du mot chez Ronsard : « Margot qui fait sauter ses bœufs au son du larigot », tout comme chez Christine de Pisan, ou encore dans un sonnet chez Saint-Amant vers 1628).
Il existe d'autres explications fantaisistes (car corroborées par aucune source ancienne) sur l'origine de cette expression, proposant qu'elle viendrait de :
- du nom de la Rigaud, une cloche de la cathédrale de Rouen offerte par Eudes Rigaud, très dure à mettre en branle, et dont les sonneurs buvaient beaucoup pour se donner des forces, d'où l'expression boire à tire la Rigaud (d'ailleurs est aussi connue l'expression « boire comme un sonneur »)[3]. Une variante : un prélat aimant l'entendre payait grassement les sonneurs de cette cloche qui dépensaient alors l'argent gagné en buvant[4]. (Proposition se trouvant dans le Dictionnaire de Trévoux, ou les dictionnaires encyclopédiques de Quillet, ou Larousse, mais déjà décriée à juste titre par Gilles Ménage dans son dictionnaire en 1694).
- des Goths, qui ayant tué leur Chef Alaric, et mis sa tête au bout d'une pique, buvaient par dérision à sa santé en proférant ces mots, « A ti Alaric Goth », d'où on a dit par corruption à tire-larigot. (Proposition de Fleury de Bellingen en 1659, linguiste habitué à des étymologies abracadabrantesques).
- « tire l'aligot », une spécialité culinaire à base de tomme qui, par sa texture, permet d'être amplement étirée.
- boire à la façon de l'artilleur qui « tire la Rigaud », pièce d'artillerie.
- d'un vieux mot français larigaude, dérivé de larynx (gosier). (Proposition de Pierre Borel dans son dictionnaire en 1655).

Ces étymologies plaisantes mais fantaisistes étant évoquées par d'anciens dictionnaires ou auteurs (se reprenant les uns les autres sans avoir la rigueur de chercher des sources primaires), elles continuent à se propager. Ménage et Littré les réfutent clairement, citant pertinemment divers auteurs dont les écrits (et graphies) de larigot/harigot/arigot sont de surcroît incompatibles avec ces pistes farfelues. 

## Utilisation
Le larigot entre dans la composition du jeu de tierce du positif à six rangs : bourdon 8, prestant ou flûte 4, nasard, doublette ou quarte de nasard, tierce et larigot.

## Occurrences
Presque aussi répandu que le nasard, le larigot se rencontre dans de nombreux instruments, qu'ils soient anciens ou modernes, excepté dans les orgues de type romantique, dont la composition bannit ce genre de mutation aiguë. On estime à au moins 30 000 les orgues dans le monde possédant un larigot[réf. nécessaire].
- Larigot 1⅓' : positif, basilique Sainte-Marie-Madeleine de Saint-Maximin-la-Sainte-Baume, Var (Isnard, 1772)
- Larigot 1⅓' : positif de dos, abbatiale Sainte-Croix de Bordeaux, (Dom Bédos de Celles, 1780)
- Larigot 1⅓' : grand chœur, cathédrale Notre-Dame de Paris (Cavaillé-Coll, Boisseau, 1972)
- Larigot 1⅓' : positif de dos, cathédrale d'Évreux (Quoirin-Decaris, 2006)
- Diez y Novena 1⅓': San Pedro, Tordesillas, Valladolid, Espagne (Pérez 1720)
- Larigot 1⅓' : Great; Église du St Sepulcre, Holborn (Snow Hill), Londres (Harris 1670)
- Larigot 1⅓' : Chantepie (Pesce, 2001)